# Çemişgezek
Çemişgezek (armenisch Չմշկածագ Čmškacag, osmanisch چمشکزک, auch Melkişî genannt) ist eine Stadt und Hauptort des gleichnamigen Landkreises (İlçe) in der ostanatolischen Provinz Tunceli. Der Ort liegt etwa 117 Straßenkilometer (55 km Luftlinie) westlich der Provinzhauptstadt Tunceli und ist laut Stadtsiegel seit 1881 eine Belediye (Gemeinde).
Der Ort wurde nach dem byzantinischen Kaiser Johannes Tzimiskes benannt. Johannes Tzimiskes entstammt einer armenischen Dynastie und herrschte im 10. Jahrhundert. Sein Name selbst leitet sich vom armenischen Begriff tschemschkik, was klein bedeutet, ab. 
Zazaisch und Kurmandschi sind die häufigsten Sprachen des Landkreises.

## Geografie
Der Landkreis liegt im Westen der Provinz und grenzt im Osten und Nordosten an die Kreise Ovacık und Hozat sowie im Südosten an den Kreis Pertek. Außengrenzen werden durch die Provinz Elazığ im Süden und Südwesten gebildet. Eine natürliche Grenze stellt im Süden der Keban-Stausee dar.
Der wichtigste Fluss ist der aus der Kreisstadt kommende Tağar Çayı, der in den Stausee mündet. Die wichtigsten Erhebungen sind die Pilav Tepe, Bozan Tepe, Kırklar Tepesi und der Yılan Dağ (2950 m). Von Norden nach Süden fällt das Terrain ab. Der Norden des Landkreises ist Teil des Munzurgebirges. Um die Stadt herum gibt es viele Ebenen. Çemişgezek hat durch den Stausee viel landwirtschaftliche Fläche eingebüßt, es wurden 14 Dörfer vollständig und 12 teilweise überflutet.

## Verwaltung
Der Kreis bestand schon vor Gründung der Türkischen Republik (1923) im Vilâyet Elaziğ (Vilâyet Mamuretül-Aziz) und gelangte 1936 zur neu gegründeten Provinz Tunceli. Zur Volkszählung 1927 hatte der Kreis eine Bevölkerung von 13.704 Einwohnern in 108 Ortschaften, acht Jahre später waren es 15.452 Einwohner in 79 Ortschaften
Ende 2020 besteht der Kreis neben der Kreisstadt (39,95 % der Kreisbevölkerung) aus 34 Dörfern (Köy) mit durchschnittlich 134 Bewohnern. Die Skala der Einwohnerzahlen reicht von 532 (Sarıbalta) bis 16 (Bağsuyu). 13 Dörfer haben mehr Bewohner als der Durchschnitt (134), 17 haben weniger als 100 Einwohner. Wie die meisten Kreise der Provinz hat der Kreis seit 2013 eine rückläufige Bevölkerung, die Bevölkerungsdichte liegt mit 8,9 Einw. je km² knapp unter dem Provinzwert von 11,0.

## Persönlichkeiten
- Aurora Mardiganian (1901–1994), armenische Schriftstellerin und Schauspielerin
- Aynur Doğan (* 1975), kurdische Sängerin
- Diyap Ağa (1852–1932), türkischer Politiker
- Bahtiyar Ersay (* 1969), türkischer General